# Алиса в Страната на чудесата (филм, 1972)
Вижте пояснителната страница за други значения на Алиса в Страната на чудесата.
„Алиса в Страната на чудесата“ е музикален филм от 1972 г.